# Mitch Hancox
Mitch Hancox, né le 9 novembre 1993 à Solihull, est un footballeur anglais. Il évolue au poste de défenseur gauche avec le club de Harrogate Town, prêté par Solihull Moors.

## Carrière
Mitch Hancox signe son premier contrat professionnel avec Birmingham City en 2012.
Après trois saisons au club, il est prêté en octobre 2015 à Crawley Town.
Le 21 juin 2018, il rejoint Milton Keynes Dons.

## Statistiques
| Saison                | Club                  | Championnat           | Championnat | Championnat | Coupe nationale | Coupe nationale | Coupe de la Ligue | Coupe de la Ligue | Football League Trophy | Football League Trophy | Total | Total |
| Saison                | Club                  | Division              | M.          | B.          | M.              | B.              | M.                | B.                | M.                     | B.                     | M.    | B.    |
| 2012-2013             | Birmingham City       | Championship          | 19          | 0           | 1               | 0               | 0                 | 0                 | -                      | -                      | 20    | 0     |
| 2013-2014             | Birmingham City       | Championship          | 14          | 0           | 2               | 0               | 2                 | 0                 | -                      | -                      | 18    | 0     |
| 2014-2015             | Birmingham City       | Championship          | 0           | 0           | 1               | 0               | 0                 | 0                 | -                      | -                      | 1     | 0     |
| 2015-2016             | Birmingham City       | Championship          | 0           | 0           | 0               | 0               | 1                 | 0                 | -                      | -                      | 1     | 0     |
| Sous-total            | Sous-total            | Sous-total            | 33          | 0           | 4               | 0               | 3                 | 0                 | -                      | -                      | 40    | 0     |
| 2015-2016             | Crawley Town (prêt)   | League Two            | 15          | 2           | 0               | 0               | -                 | -                 | 1                      | 0                      | 16    | 2     |
| Sous-total            | Sous-total            | Sous-total            | 15          | 2           | 0               | 0               | -                 | -                 | 1                      | 0                      | 16    | 2     |
| Total sur la carrière | Total sur la carrière | Total sur la carrière | 48          | 2           | 4               | 0               | 3                 | 0                 | 1                      | 0                      | 56    | 2     |

## Palmarès
- Macclesfield Town
  - Vainqueur du National League (D5) en 2018.